# Lyperogryllacris caudelli
Lyperogryllacris caudelli är en insektsart som först beskrevs av Heinrich Hugo Karny 1929.  Lyperogryllacris caudelli ingår i släktet Lyperogryllacris och familjen Gryllacrididae. Inga underarter finns listade i Catalogue of Life.